# Masia Frontanyà
La Masia Frontanyà és un edifici del municipi de Sant Jaume de Frontanyà (Berguedà) protegida com a bé cultural d'interès local.

## Descripció
Es tracta d'una construcció civil: Masia. És un edifici de planta basilical, amb la façana a llevant coberta a doble vessant i amb el carener perpendicular a la façana. L'entrada a la masia és a ponen amb una amplia era enllosada i tancada per un mur a migdia i altres dependències annexes a la casa. Atenent que correspon a una masia d'alta muntanya, les obertures són mínimes i la pedra dels murs senzilla i irregular. A llevant s'obre una eixida d'arcs de mig punt rebaixats.

## Història
La masia és avui casa de colònies d'estiu. La seva estructura del s. XVII-XVIII no deixa veure els vestigis més antics. A partir del s. XIV començà a manifestar-se una certa independència respecte a St. Jaume de Frontenyà y del seus homes enfront a la baronia de Mataplana (el batlle del territori de Frontenyà era escollit pel prior entre els homes més significatius del lloc i a més un d'ells fou Joan de Frontenyà habitant de la casa del mateix nom; aquesta casa ja és esmentada en el fogatge de 15453: "Loys Font de Mas Frontanya").